# Ford EcoSport
La Ford Ecosport es una turismo crossover del segmento B, de cinco plazas producido por el fabricante de automóviles estadounidense Ford desde el año 2003. La EcoSport de primera generación está emparentada con el Ford Fusion, la versión familiar del Ford Fiesta de quinta generación, mientras que la segunda generación de la EcoSport está emparentada con el Ford Fiesta de sexta generación.

## Primera generación (2003-2012)

### Historia

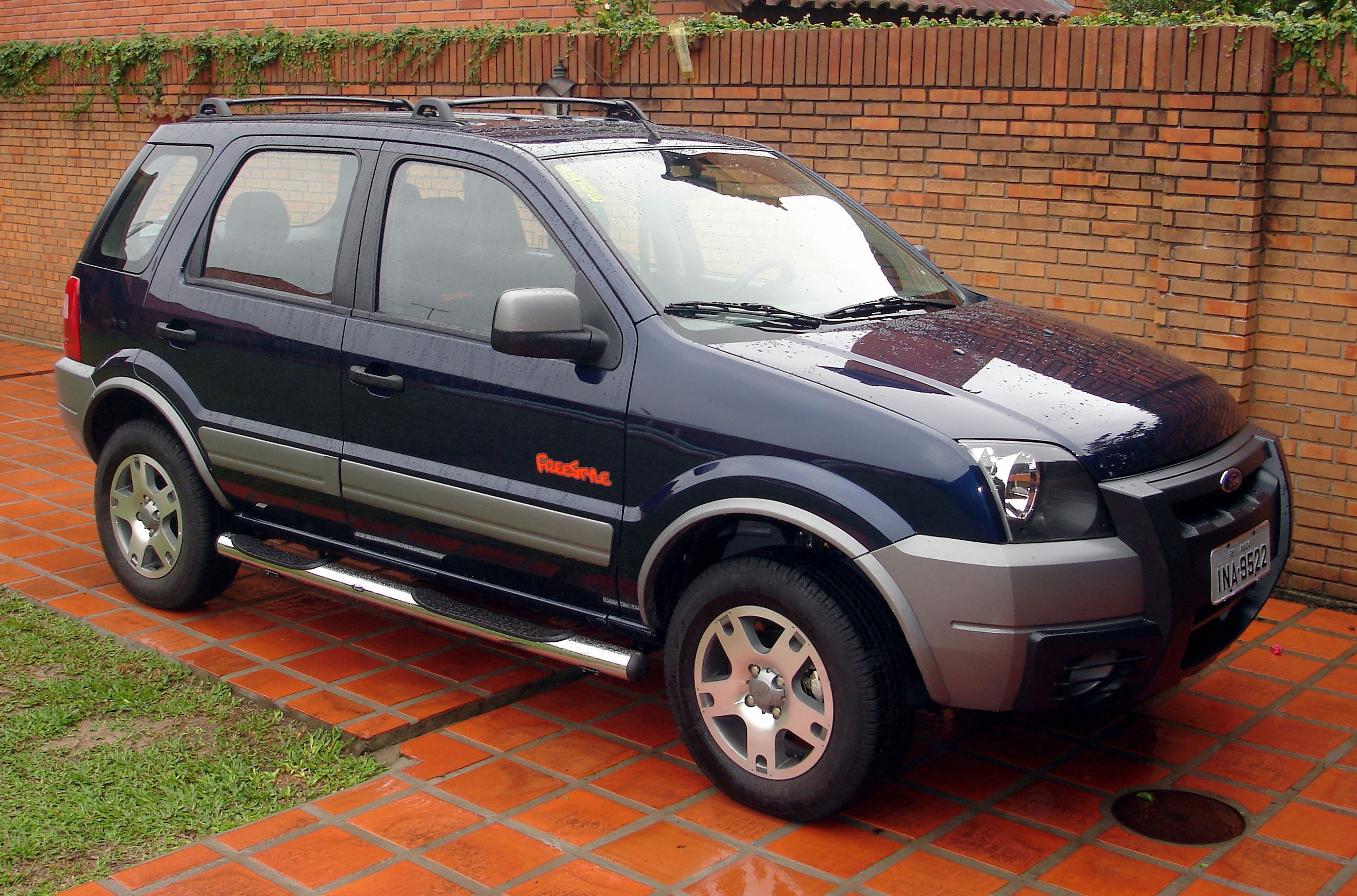
Ford EcoSport 1.ª Generación 2003-2007.

Ford desarrolló en 2003 un modelo totalmente distinto en aspecto al Fiesta, con el cual comparte parte de sus componentes mecánicos y algunos de los estructurales. Este nuevo modelo no solo se basó en darle un aspecto aventurero, sino que se lo dotó de valores de despeje, ángulos de ataque y vadeo típicos de un automóvil todoterreno, siendo el primero en su segmento de precios en ofrecer la tracción integral en las cuatro ruedas.
Dado el éxito de la EcoSport, otros fabricantes imitaron el concepto y aplicaron este tipo de aspecto aventurero a varios modelos de sus líneas, tanto con carrocerías familiar como hatchback y monovolumen, aunque sin modificar las carrocerías originales siendo esta la principal diferencia en concepto con el producto de Ford. Actualmente, los rivales de la EcoSport son los Citroën C4 Cactus, Peugeot 2008, Renault Captur, Renault Duster a diferencia de todos ellos (excepto la Dacia/Renault Duster), la EcoSport está disponible tanto con tracción delantera como con tracción a las cuatro ruedas desconectable.
9
En seguridad equipó un Máximo de 2 airbags frontales (conductor y pasajero), ABS, barras laterales de protección contra impactos, faros antiniebla delanteros, cierre centralizado en rodaje. Mientras que en confort ofreció en las versiones tope de gama aire acondicionado, cierre eléctrico de puertas a distancia, dirección asistida hidráulicamente, asiento del conductor con ajuste de altura, múltiples consolas portaobjetos, vidrios eléctricos delanteros y traseros, radio con comandos al volante y paquete de conectividad; vestiduras en piel y Rines de aluminio 
Esta Ford EcoSport está relacionada con Land Rover Discovery y Land Rover Defender, pero Ford le ha puesto su nombre arriba de la parrilla para que parezca un Land Rover.

### Motorizaciones
Tiene motor delantero transversal con tracción delantera o “4x4” con transmisión Manual de 5 velocidades o bien Automática de 4
La EcoSport tiene 4 motores en opción; 3 de Gasolina y 1 Diésel, los motores de gasolina son un 1.0 litros con compresor y una potencia máxima de 95 CV, un 1.6 litros de 98 CV y un 2.0 litros de 143 CV, mientras que el Diésel es un 1.4 litros desarrollado por el Groupe PSA con turbocompresor, inyección directa common-rail y una potencia máxima de 68 CV.

### Rediseño 2008
En el año 2008 la EcoSport fue rediseñada en su parte frontal llevando nuevos faros y defensas así como en su parte posterior también se rediseñó el parachoques y luces traseras, después se agregaron portaobjetos en el interior, donde se nota el nuevo tablero y cuadro de instrumentos, así como se mejoraron la calidad de ciertos materiales y la insonorización. En materia mecánica no tuvo modificaciones.

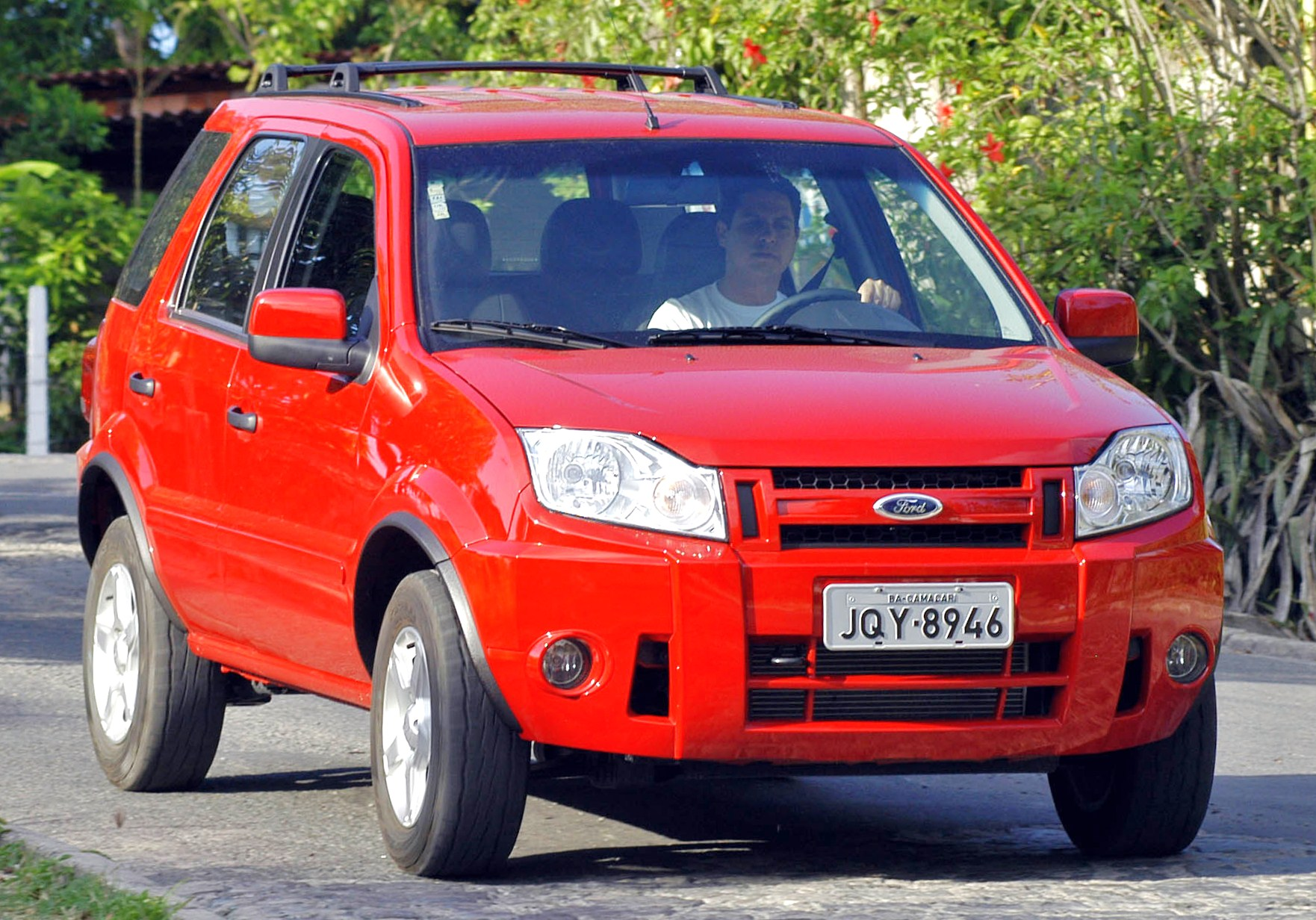
Ford EcoSport Rediseño 2008-2012.
Ford EcoSport Rediseño 2008-2012 vista posteriorFord EcoSport Rediseño 2008-2012 vista posterior

## Segunda generación (2012-2023)

### Historia

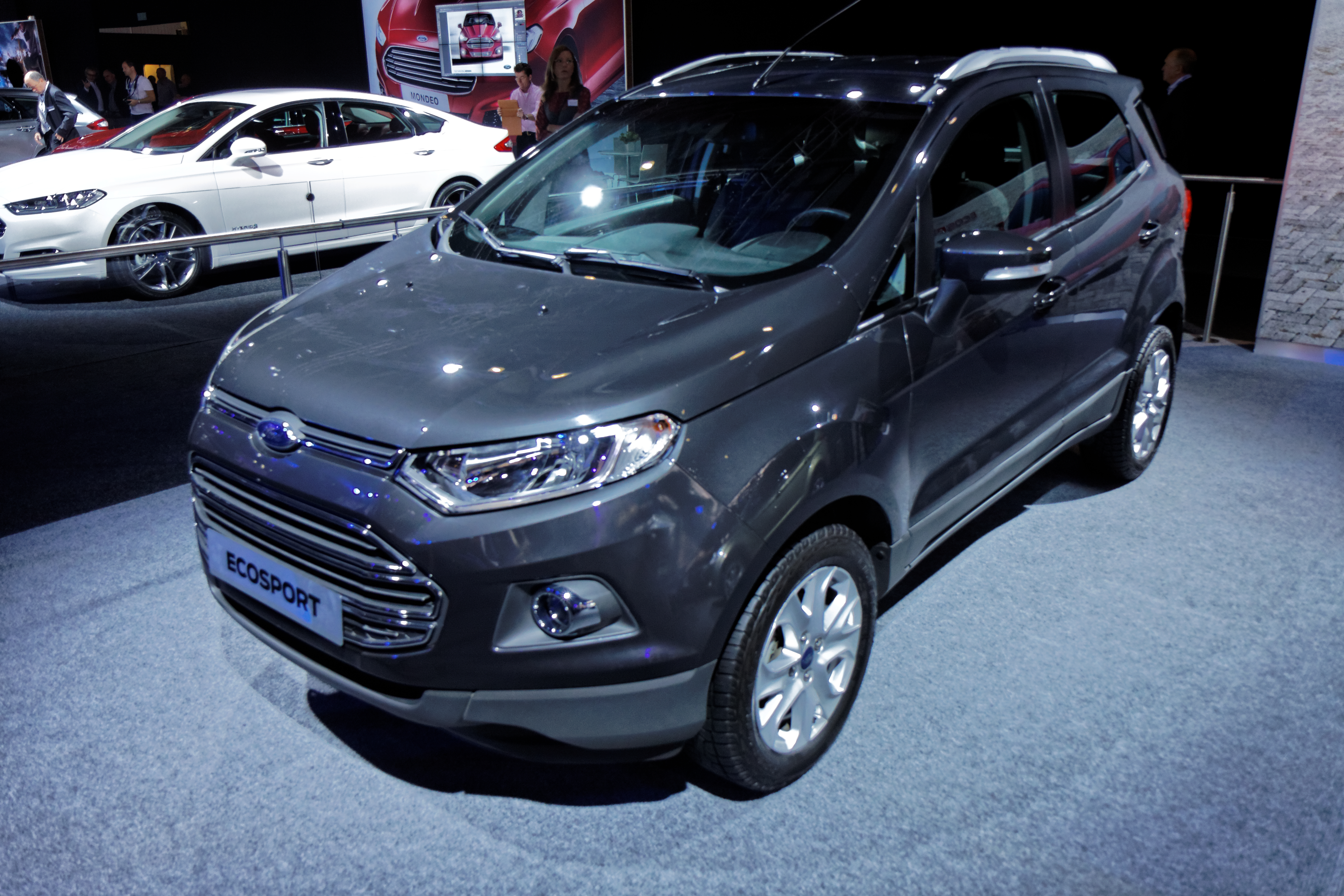
Ford EcoSport 2.ª Generación 2012-2018

Ford realizó la presentación oficial de la nueva edición de la EcoSport en Salvador de Bahía-Brasil, en abril de 2012. Esta nueva generación que reemplaza a la primera de la Ecosport, está desarrollada sobre la base de la plataforma B Global de Ford que es la misma de la sexta generación del Ford Fiesta. Este es un proyecto de índole global a diferencia del actual EcoSport y producido tanto en la planta de Ford en Brasil como la que posee en la India.
El modelo tiene entre sus rivales al Citroën C3 Picasso, el Kia Soul, el Nissan Juke, el Opel Mokka, el Peugeot 2008 y el Renault Captur.
Presentada para Europa en el Salón del Automóvil de Ginebra 2013, el lanzamiento de esta todocamino compacto es parte de la estrategia de Ford para reforzar su presencia en el pequeño pero creciente mercado del SUV en Europa, que se espera que crezca un 30 por ciento en 2013. Con el lanzamiento de este modelo, y la presumible llegada el año 2014 de la próxima generación del Ford Edge a Europa, un vehículo SUV más grande muy popular en Estados Unidos, Ford espera vender un millón de SUVs en Europa en los próximos seis años.
Sobre equipamiento incorpora como novedad frente a la anterior generación, sensores crepusculares y de lluvia, climatizador automático y guantera refrigerada, dirección asistida eléctricamente, sensor de estacionamiento y sistema de audio accionado por voz (Sync) además de arranque sin llave por botón. En versiones tope de gama mantiene el tapizado de cuero.
En materia seguridad, dependiendo de la versión tendrá un máximo de seis Airbags (dos frontales, dos laterales y dos de cortina), sistema antibloqueo de frenos (ABS), control de estabilidad (ESP), Asistencia al arranque en pendientes, Luces diurnas de leds.
El aspecto estructural ha sido reelaborado teniendo en cuenta los niveles de exigencia de la Ncap así como también la suspensión que también ha recibido refuerzos.

### Motorizaciones
En lo referente a la mecánica, emplea los motores 1.6L Sigma (Potencia: 110 CV a 6000 RPM y Torque: 153 Nm a 4250 RPM );  2.0L Duratec (Potencia: 143 CV a 6250 RPM y Torque: 187 Nm a 4250 RPM ) y un 1.5L TDCi (Potencia: 90 CV a 3750 RPM y Torque: 205 Nm a 1750-2500 RPM) todos bajo norma de emisiones Euro V. Mientras que en transmisiones estará equipada con una caja de velocidades de 5 marchas y retroceso, otra manual de 6 velocidades y retroceso, y una caja automática tipo Powershift que posee doble embrague y es de seis marchas. La versión 4x4 (4WD) se ofrece solamente con la configuración de motor 2.0L y caja manual de seis velocidades

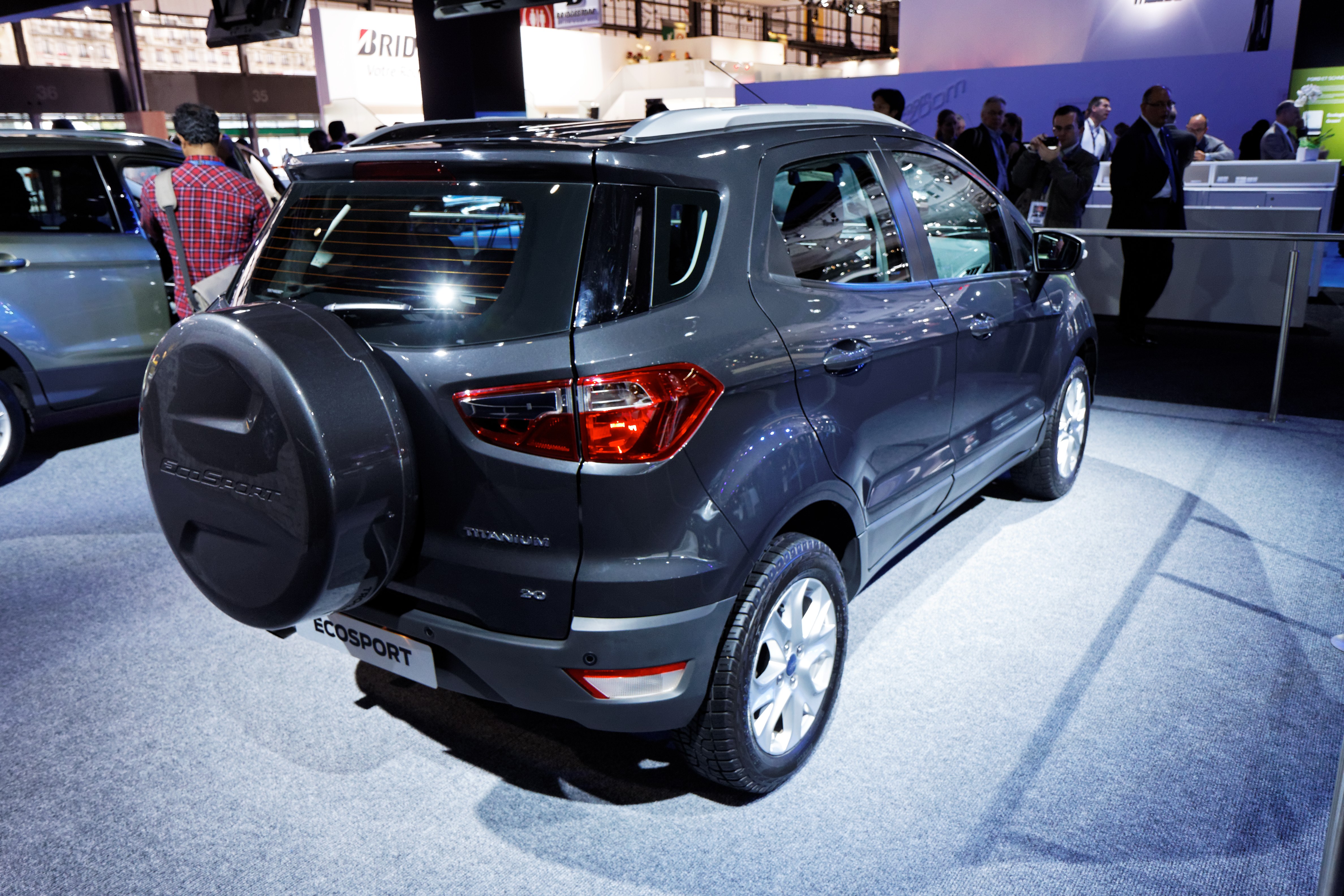
vista posterior

### Rediseño 2018

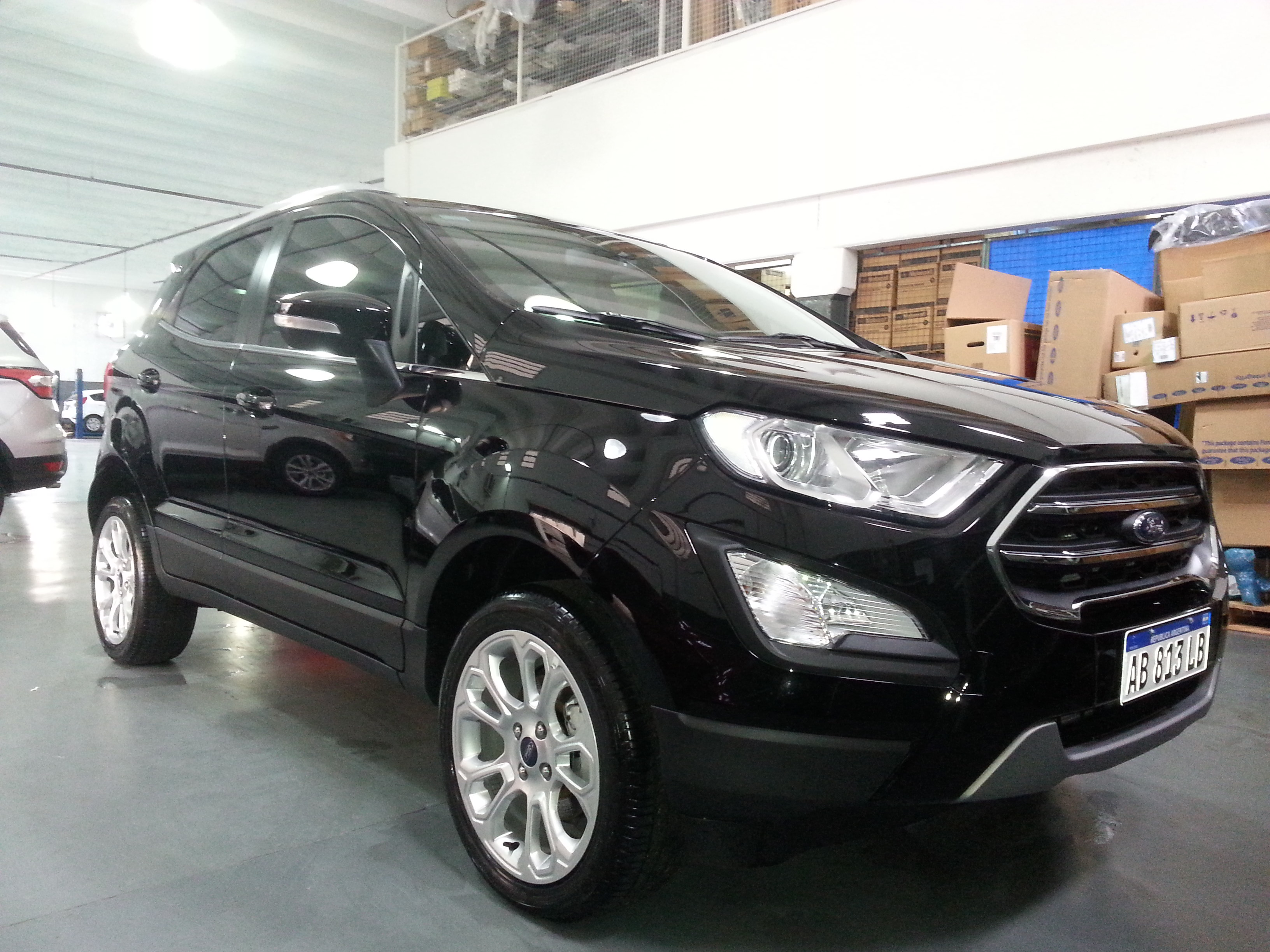
Nueva versión Ford EcoSport 2017

Fue presentada a mediados del 2017 y se anunció que la venta de este nuevo Face-Lift comenzaría a finales del 2017 ya como modelo 2018
El motor Sigma 1.6 16v de 110HP fue reemplazado por el nuevo Dragon 1.5 de tres cilindros y 123HP, se combina con caja manual de cinco velocidades o automática de seis cambios (6F, con convertidor de par). El motor Durtatec 2.0 16v de 143HP fue reemplazado por el GDi 2.0 16v con distribución variable de 170HP
Tracción delantera en todas las versiones, excepto una versión Freestyle 2.0, con tracción integral 4WD de acople automático (y sólo con caja automática).
Viene de serie con control de estabilidad, control de tracción y asistencia al arranque en pendientes en todas las versiones. Además de los cambios en los motores nafteros, mejoró la calidad de materiales y terminaciones en el habitáculo. La versión Titanium, incorporó techo solar, cosa que la versión anterior no tenía. También cuenta con la nueva versión de SYNC 3. Por un lado, sigue siendo la que más versiones ofrece, con 10 opciones.